# Heinz Fähnrich
Heinz Fähnrich (* 10. Januar 1941 in Hammer, Reichsgau Sudetenland) ist ein deutscher Kaukasiologe.

## Leben
Fähnrich wurde am 10. Januar 1941 in Hammer bei Brüx im damaligen Sudetengau geboren. 1959 schloss er die Schulausbildung mit dem Abitur ab.
Bereits in seiner Jugend interessierte er sich für Altertumswissenschaften und wünschte sich, einmal nach Ägypten zu reisen. Nachdem er 1960 ein Studium der Archäologie in Jena aufgenommen hatte, weckten vor allem die Vorlesungen von Gertrud Pätsch sein Interesse. Angeregt durch sie studierte er zunächst Indonesisch und dann die georgische Sprache. 1965 schloss er sein Studium ab.
Ab 1965 war Fähnrich wissenschaftlicher Mitarbeiter am Ferdinand-Hestermann-Institut der Friedrich-Schiller-Universität Jena und wurde dort 1969 promoviert. Ein Partnerschaftsvertrag zwischen der Jenaer Universität und der Staatlichen Universität Tiflis ermöglichte ihm, nach Georgien zu reisen. Dort verteidigte er 1970 seine Habilitationsschrift auf Georgisch und wurde 1971 in Tiflis habilitiert. Ab 1986 hatte er an der Universität Jena den deutschlandweit einzigen Lehrstuhl für Kaukasiologie inne. Seine Forschungsgebiete sind historisch-vergleichende Sprachwissenschaft und Kaukasiologie. 2006 wurde er emeritiert.
Seit 1996 ist Fähnrich Mitglied der Georgischen Akademie der Wissenschaften.

## Ehrungen / Auszeichnungen
- Akaki-Schanidse-Preis (1992)
- Iwane-Dshawachischwili-Medaille
- Marie-Brosset-Preis des Zentrums für Kartwelologische Studien
- georgischer Ehrenorden (2002)
- Medaille des Goldenen Vlieses (2012)

## Veröffentlichungen
Fähnrich hat zahlreiche Bücher zur Geschichte, Sprache und Literatur Georgiens veröffentlicht, darunter „Kurze Grammatik der georgischen Sprache“ (1986, 1987, 1993), „Georgische Literatur“ (1993), „Grammatik der altgeorgischen Sprache“ (1994) und gemeinsam mit Surab Sardshweladse „Altgeorgisch-deutsches Wörterbuch“ (1999). Im Rahmen des Handbuchs der Orientalistik publizierte er 2010 die „Geschichte Georgiens“, 2012 „Die georgische Sprache“ und 1995 gemeinsam mit Surab Sardshweladse „Etymologisches Wörterbuch der Kartwel-Sprachen“. Zudem hat er sich als Übersetzer georgischer Literatur hervorgetan, unter anderem von „Der Mond von Mtazminda“ (Galaktion Tabidse), „Die Weisheit der Lüge“ (Sulchan-Saba Orbeliani) „Lascharela“ sowie „Die lange Nacht“ (Grigol Abaschidse), Märchen, Sagen und Lyrik. Seit 1978 erscheint jährlich die zuerst in Jena, dann in Konstanz und gegenwärtig in Aachen verlegte wissenschaftliche Zeitschrift „Georgica: Zeitschrift für Kultur, Sprache und Geschichte Georgiens und Kaukasiens“, deren Chefredakteur er ist.
Monographien
- Sprachwissenschaftliche Probleme der maschinellen Übersetzung von der georgischen Sprache ins Deutsche. Demonstriert an einem Beispieltext. Dissertation, Universität Jena 1969.
- Die georgische Literatur. Ein Überblick. Verlag Sabtschota Sakartwelo, Tiflis 1981.
- Kurze Grammatik der georgischen Sprache. Verlag Enzyklopädie, Leipzig 1986, ISBN 3-324-00018-1 (2., unveränderte Auflage, ebenda 1987; 3. Auflage, Langenscheidt, Leipzig 1993).
- mit N. Nadareišvili und E. Babunašvili: K’art’ul-rusul-germanuli sasaubro / Georgisch-russisch-deutsches Gesprächsbuch. Ganat’leba, Tiflis 1987.
- Geschichte Georgiens von den Anfängen bis zur Mongolenherrschaft. Shaker, Aachen 1993, ISBN 3-86111-683-9.
- Georgische Schriftsteller A–Z. Shaker, Aachen 1993, ISBN 3-86111-682-0.
- Georgische Literatur. Shaker, Aachen 1993, ISBN 3-86111-578-6.
- An der silbernen Stirn der Erde. Reisen in Georgien. Shaker, Aachen 1993, ISBN 3-86111-506-9.
- Grammatik der altgeorgischen Sprache. Buske, Hamburg 1994, ISBN 3-87548-065-1.
- Ein Wort zur rechten Zeit. Georgische Sprichwörter. Shaker, Aachen 1994, ISBN 3-86111-985-4.
- mit Surab Sardshweladse: Etymologisches Wörterbuch der Kartwel-Sprachen (= Handbuch der Orientalistik. Reihe 1: Der Nahe und der Mittlere Osten. Band 24). Brill, Leiden 1995, ISBN 90-04-10444-5.
- Georgische Toponymie. Friedrich-Schiller-Universität, Jena 1998, ISBN 3-00-003562-1.
- Gedanken zur kartwelischen Rekonstruktion. Friedrich-Schiller-Universität, Jena 1998, ISBN 3-00-002921-4.
- Lexikon Georgische Mythologie (= Kaukasienstudien. Band 1). Reichert, Wiesbaden 1999, ISBN 3-89500-106-6.
- Kleines udisch-deutsches Wörterverzeichnis. Friedrich-Schiller-Universität, Jena 1999, ISBN 3-00-003563-X.
- mit Surab Sardshweladse: Altgeorgisch-deutsches Wörterbuch (= Lexicographia orientalis. Band 5). Buske, Hamburg 1999, ISBN 3-87548-190-9.
- Kartwelischer Wortschatz. Ergänzungen zum etymologischen Wörterbuch der Kartwelsprachen. Friedrich-Schiller-Universität, Jena 2000, ISBN 3-00-005745-5.
- mit Otar Kadshaia: Mingrelisch-deutsches Wörterbuch (= Kaukasienstudien. Band 3). Reichert, Wiesbaden 2001, ISBN 3-89500-221-6.
- Kleines Fachwortverzeichnis Sprachwissenschaft. Georgisch-deutsch. Friedrich-Schiller-Universität, Jena 2001, ISBN 3-00-006474-5.
- Batsisch (zowatuschisch)-deutsches Wörterbuch. Friedrich-Schiller-Universität, Jena 2001, ISBN 3-00-006475-3.
- Kartwelische Wortschatzstudien. Friedrich-Schiller-Universität, Jena 2002, ISBN 3-9808569-1-7.
- mit Isa Tschantladse und Rusudan Babluani: Tscholurswanisch-deutsches Verbenverzeichnis. Friedrich-Schiller-Universität, Jena 2003, ISBN 3-9808569-3-3.
- Kleine Schriften. Friedrich-Schiller-Universität, Jena 2003, ISBN 3-9808569-4-1.
- Zur kaukasischen Sprachverwandtschaft. Kartwelische und nachisch-daghestanische Lexik im Vergleich. Friedrich-Schiller-Universität, Jena 2005, ISBN 3-9808569-5-X.
- Beiträge zur Kartwelologie. Friedrich-Schiller-Universität, Jena 2005, ISBN 3-9808569-9-2.
- Kulturland Georgien. Kurzführer für Touristen. Reichert, Wiesbaden 2007, ISBN 978-3-89500-550-3.
- Linguistische Termini. Georgisch-Deutsch. Shaker, Aachen 2008, ISBN 978-3-8322-7231-9.
- In den Bergen der Götter. Alte Glaubensvorstellungen, Überlieferungen und Bräuche bei den Georgiern des Kaukasus. Reichert, Wiesbaden 2009, ISBN 978-3-89500-672-2.
- Geschichte Georgiens (= Handbuch der Orientalistik. Reihe 8: Zentralasien. Band 21). Brill, Leiden 2010, ISBN 978-90-04-18601-9.
- Die georgische Sprache (= Handbuch der Orientalistik. Reihe 8: Zentralasien. Band 22). Brill, Leiden 2012, ISBN 978-90-04-18528-9.
- mit Nana Odischelidse und Natia Reineck: Georgische Verben (mit deutschen Entsprechungen und Satzbeispielen). 3 Bände, Shaker, Aachen 2013, ISBN 978-3-8440-2406-7.
- Die ältesten georgischen Inschriften. Brill, Leiden 2013, ISBN 978-90-04-24921-9.
- Die Kartwelier. Grundsprache – Kultur – Lebensraum. Reichert, Wiesbaden 2016, ISBN 978-3-95490-192-0.
- Lakischer Wortschatz. Shaker, Aachen 2017, ISBN 978-3-8440-5579-5.
- Historisch-vergleichende Sprachforschung und Kaukasiologie. Reichert, Wiesbaden 2019, ISBN 978-3-95490-439-6.
- Der Erbwortschatz der Kartwelsprachen. Reichert, Wiesbaden 2019, ISBN 978-3-95490-438-9.
- Die Könige der Parnawasiden. Georgien in der Weltgeschichte. Reichert, Wiesbaden 2020, ISBN 978-3-95490-525-6.
- Im Dienst der Wissenschaft und der georgischen Nation – Akaki Schanidse. Shaker, Aachen 2021, ISBN 978-3-8440-8115-2.
- Gestalten der Geschichte Georgiens vom 2. Jahrtausend v. Chr. bis zu den Mongolen. Reichert, Wiesbaden 2021, ISBN 978-3-7520-0591-2.
- Der Erbwortschatz der nachischen Sprachen im Kaukasus. Tschetschenisch, Inguschisch, Batsisch/Zowa-Thuschisch. Reichert, Wiesbaden 2022, ISBN 978-3-7520-0527-1.

Übersetzungen
- Grigol Abaschidse: Lascharela. Historischer Roman. Aus dem Georgischen übersetzt und mit einem Nachwort von Heinz Fähnrich. Rütten & Loening, Berlin 1975 (2. Auflage, ebenda 1982; 3. Auflage, ebenda 1987, ISBN 3-352-00132-4; Neuausgabe unter dem Titel Lascharela. König von Georgien. König, Greiz 2014, ISBN 978-3-943210-63-7).
- Georgische Märchen. Übersetzt von Heinz Fähnrich. Kommentiert unter Mitarbeit von Heinz Mode. Insel-Verlag, Leipzig 1980 und Drei-Lilien-Verlag, Wiesbaden 1980 (2. Auflage, Insel-Verlag, Leipzig 1983; Neuausgabe, ebenda 1991).
- Der Sieg von Bachtrioni. Sagen aus Georgien. Aus dem Georgischen übertragen und herausgegeben von Heinz Fähnrich. Kiepenheuer, Leipzig/Weimar 1984.
- Märchen aus Swanetien. Übersetzt, herausgegeben und kommentiert von Heinz Fähnrich. Südverlag, Konstanz 1992, ISBN 3-87800-014-6.
- Märchen aus Georgien. Herausgegeben und übersetzt von Heinz Fähnrich. Diederichs, München 1995, ISBN 3-424-01221-1.
- Lasische Märchen und Geschichten. Übertragen von Heinz Fähnrich. Shaker, Aachen 1995, ISBN 3-8265-0402-X.
- Mingrelische Sagen. Aus dem Georgischen von Heinz Fähnrich. Friedrich-Schiller-Universität, Jena 1997, ISBN 3-00-001537-X.
- Georgische Sagen und Legenden. Herausgegeben und aus dem Georgischen von Heinz Fähnrich. Gollenstein, Blieskastel 1998, ISBN 3-930008-94-7.
- Zwischen Felsen und Geschichten. Erzählungen aus Georgien. Deutsch von Heinz Fähnrich. Friedrich-Schiller-Universität, Jena 2000, ISBN 3-00-006473-7 (unveränderter Nachdruck, Shaker, Aachen 2004, ISBN 3-8322-2868-3).
- Abchasische Volksdichtung. Deutsch von Heinz Fähnrich. Friedrich-Schiller-Universität, Jena 2000, ISBN 3-00-004225-3.
- Mingrelische Märchen. Deutsch von Heinz Fähnrich. Friedrich-Schiller-Universität, Jena 2000, ISBN 3-00-006472-9.
- Georgischer Wein. Kurzgeschichten vom Tschorochi bis zum Diklos Mta. Deutsch von Heinz Fähnrich. Friedrich-Schiller-Universität, Jena 2001, ISBN 3-00-008194-1 (Neuauflage, Shaker, Aachen 2009, ISBN 978-3-8322-8220-2).
- Chroniken der georgischen Königin Tamar. Aus dem Georgischen von Surab Sardshweladse und Heinz Fähnrich. Shaker, Aachen 2004, ISBN 3-8322-2867-5.
- Hinter neun Bergen. Märchen der Kartwelier. Übersetzt und herausgegeben von Heinz Fähnrich. König, Greiz 2011, ISBN 978-3-943210-15-6.
- Königin des Waldes. Sagen und Mythen aus Georgien. König, Greiz 2013, ISBN 978-3-943210-61-3.
- Sehnsuchtsklang. Gedichte und Erzählungen aus Georgien. Deutsch von Heinz Fähnrich. Shaker, Aachen 2014, ISBN 978-3-8440-2806-5.
- Grigol Abaschidse: Rusudan. Königin von Georgien. Aus dem Georgischen übersetzt und mit einem Nachwort von Heinz Fähnrich. König, Greiz 2014, ISBN 978-3-943210-77-4.
- Grigol Abaschidse: Zotne Dadiani. Fürst von Georgien. Historischer Roman. Mit einem Nachwort von Heinz Fähnrich, Worterklärungen und einer Übersichtskarte. König, Greiz 2016, ISBN 978-3-943210-79-8.
- Der König, der nicht lachen konnte. Märchen aus Georgien. Aus dem Georgischen von Heinz Fähnrich, Otar Karalaschwili und Sebastian Minkner. NordSüd, Zürich 2017, ISBN 978-3-314-10384-1.
- Awtandil Kwaskhwadse: Das Spiel des Todesengels. Georgien unter Stalin. Ein dokumentarischer Roman. Übersetzt ins Deutsche von Heinz Fähnrich. Reichert, Wiesbaden 2017, ISBN 978-3-95490-256-9.
- Die schönsten georgischen Märchen. Übersetzt und herausgegeben von Heinz Fähnrich. Insel, Berlin 2018, ISBN 978-3-458-36353-8.
- Giorgi Kakabadse: Der Mythos Niko Pirosmani. Auf den Spuren eines kuriosen Künstlerlebens im Georgien der Jahrhundertwende. Übersetzt aus dem Georgischen von Heinz Fähnrich. Reichert, Wiesbaden 2021, ISBN 978-3-95490-499-0.

Aufsätze in der Wissenschaftlichen Zeitschrift der Friedrich-Schiller-Universität Jena (WZ-FSU-GSR) 1965–1990
- Die Funktionen des Charaktervokals i im georgischen Verb; 14 (1965), 1, 153–157.
- Zum 800. Geburtstag des georgischen Dichters Schota Rustaweli; 16 (1967), 1, 29–33.
- Die Behandlung der georgischen Lexik zur Vorbereitung einer automatischen Verarbeitung von Informationen; 16 (1967), 5, 631–635.
- 50 Jahre Kaukasiologie an der Staatlichen Universität in Tbilisi; 17 (1968), 4, 503–506.
- Zur Polysemie des georgischen „tu“; 18 (1969), 6, 7–9.
- Kritik an der deutschen Fassung von Nodar Dumbadses Roman „Ich sehe die Sonne“; 19 (1970), 5, 747–756.
- Parallelen im Pronominalaufbau von Kartwelsprachen und Daghestansprachen; 19 (1970), 5, 757–761.
- Kriterien zum Nachweis genetischer Sprachverwandtschaft; 20 (1971), 5, 99–136.
- Aus der Lexik der Kartwelsprachen; 20 (1971), 5, 137–139.
- Regelmäßige Phonementsprechungen in den abchasisch-adygischen Sprachen und einige Bemerkungen zum kartwelischen Wortschatz; 21 (1972), 5/6, 651–661.
- Die Leninsche Sprachen- und Nationalitätenpolitik in der Sozialistischen Sowjetrepublik Georgien; 21 (1972), 5/6, 663–668.
- Sprachliche Veränderungen und ihr Erkennen; 21 (1972), 5/6, 669–673.
- Die historisch-vergleichende Sprachwissenschaft und die iberokaukasische Hypothese; 22 (1973), 3, 401–407.
- mit Gottfried Meinhold: Phonemstatistischer Vergleich zwischen Georgisch, Awarisch und Tabasaranisch; 22 (1973), 3, 409–417.
- Wesenszüge des georgischen Sprachbaus; 24 (1975), 5/6, 617–626.
- mit Gottfried Meinhold: Phonemstatistischer Vergleich zwischen Achwachisch und Andisch; 24 (1975), 5/6, 663–669.
- Die georgische Literatur und wir; 26 (1977)1, 17–20.
- Gedanken zu Micheil Dshawachischwilis künstlerischer Sprache; 26 (1977), 1, 105–108.
- Entlehnung morphologischer Mittel im Mingrelischen; 34 (1985), 1, 121–124.
- Zu den nachisch-daghestanischen Lehnwörtern im Swanischen; 37 (1988), 2, 117–121.
- Kartwelische Wurzelmorpheme des Typs CVC mit liquidem Anlaut; 39 (1990), 6, 545–546.